# World Wide Views on Global Warming
World Wide Views on Global Warming (også kaldet WWViews) er et globalt projekt startet af Teknologirådet i anledning af FN's klimakonference 2009 (COP15), der afholdtes i København.
Projektet var et internationalt borgerinddragelsesprojekt med udgangspunkt i Teknologirådets metoder til at inddrage borgere i politiske beslutningsprocesser. Det blev afviklet fra den 26. september 2009 på samme tid i alle de deltagende lande, og på denne dag, fik borgerne mulighed for at tage stilling til nogle af de samme emner, som der skulle træffes politiske beslutninger om på selve klimatopmødet.
På mødet kunne 100 indbyggere fra hvert deltagende land på grundlag af oplæg fra eksperter, og med afsæt i en struktureret dialog, tage stilling til en række spørgsmål og dilemmaer vedrørende klima. Resultaterne blev løbende dagen igennem lagt op på en offentligt tilgængelig websted, så borgernes svar kunne følges straks efter, at de blev afgivet. Efterfølgende har, og kan, interesserede få adgang til dagens resultater via hjemmesiden.
En del af borgernes svar er kvantificerbare, og giver mulighed for statistisk sammenligning, men i modsætning til almindelige spørgeskemaundersøgelser, giver metoden, der blev brugt til World Wide Views on Global Warming, også deltagerne mulighed for at diskutere spørgsmålene eksternt, og for at begrunde svarene.
Projektet gav på den måde borgere i hele alle lande en mulighed for at få indflydelse på politiske beslutninger om klodens klima, idet de gennem møderne fik mulighed for at give deres mening til kende om, hvor langt politikerne skulle gå for at reducere CO2-udslippet.
Mere end 4.000 borgere i 38 lande verden over deltog i World Wide Views on Global Warming.

## World Wide Views on Biodiversity
En ny række borgermøder, denne gang om biodiversitet, blev afholdt op til og præsenteret ved konferencen om biologisk diversitet COP12 i Indien 2012. Projektet, World Wide Views on Biodiversity, involverede 42 gamle og nye partnere, og byggede på erfaringerne fra det tidligere projekt. Der blev afholdt 34 borgermøder i 25 lande.